# Spessa
Spessa település Olaszországban, Lombardia régióban, Pavia megyében. Lakosainak száma 544 fő (2023. január 1.). Spessa Arena Po, Belgioioso, Costa de’ Nobili, Portalbera, San Cipriano Po, San Zenone al Po, Stradella és Torre de’ Negri községekkel határos.

## Népesség
A település lakossága az elmúlt években az alábbi módon változott:
| Lakosok száma | 606  | 575  | 544  |
|               | 2017 | 2018 | 2023 |